# Fín
Fín est une princesse irlandaise du Cenél nEógain qui vécut au VIIe siècle. Elle est la fille ou la petite-fille de Colmán Rímid (décédé en 604). Elle a conclu une union avec Oswiu de Northumbrie (c. 612 – 15 février 670), avec qui elle a eu un enfant, Aldfrith (mort le 14 décembre 704/705).

## Arbre généalogique
```
    
Báetán mac Muirchertach

    | 
    |___________________________________________________________
    |                   |           |            |             |
    |                   |           |            |             |
    
Colmán Rímid
    Máel Umai   Forannán     Fergus      Ailill.
    |                               |            |             |
    |                               |            |             |
    ?                         Hui Forannáin   Cenél Forgusa    |
    |                                                          |
    |                                                       Cenn Fáelad mac Aillila
    
Fín
   =    
Oswiu de Northumbrie

                |
                |
                
Aldfrith

                |
                |__________________________________________
                |                         |      |        |
                |                         |      |        |
                
Osred
 
I
er
 de Northumbrie
  Offa   Osric?   Osana?
```